# Héctor Rubén Aguer
Héctor Rubén Aguer (Buenos Aires, 24 maggio 1943) è un arcivescovo cattolico argentino.

## Biografia
Nato a Buenos Aires il 24 maggio 1943, ha compiuto gli studi universitari in Lettere e filosofia nel Seminario Metropolitano di Buenos Aires (1964-1968); lingua ebraica nel Dipartimento Scienze Bibliche presso l'Istituto Superiore di Cultura Religiosa (1965-1967) e Teologia presso la Pontificia università cattolica argentina (1968-1972), ottenendo la Licenza in Teologia.
Ordinato sacerdote per l'arcidiocesi di Buenos Aires il 25 novembre 1972 dal cardinale Juan Carlos Aramburu.
Come presbitero ha svolto i seguenti ministeri: vicario parrocchiale nella Chiesa dell'Immacolata Concezione nel quartiere di Belgrano (1972-1978) e nella Chiesa di San Pedro González Telmo (1976-1977); professore di teologia morale presso la Pontificia università cattolica argentina (1979-1992).
Il 26 febbraio 1992 è stato nominato vescovo titolare di Lamdia e ausiliare di Buenos Aires; il 26 giugno 1998 papa Giovanni Paolo II lo ha nominato arcivescovo coadiutore di La Plata e il 12 giugno 2000 succede alla medesima sede. Il 2 giugno 2018 papa Francesco accoglie la sua rinuncia al governo pastorale dell'arcidiocesi per raggiunti limiti di età.
Nel 2021 ha dichiarato che le restrizioni di Traditionis custodes cancellano il lavoro dei predecessori di papa Francesco, stabilendo limiti e ostacoli arbitrari a ciò che era stato stabilito in vista dell'intento di un'ecumenicità intra-ecclesiastica e nel rispetto della libertà dei sacerdoti e dei fedeli e segnano un «deplorevole passo indietro». Inoltre non è fiducioso che tutti i vescovi possano garantire una generosa autorizzazione dell'uso dei libri liturgici in vigore nel 1962, poiché molti vescovi non sono «Traditionis custodes, ma traditionis ignari (ignoranti della Tradizione), obliviosi (dimentichi della Tradizione), o peggio traditionis evertores (demolitori della Tradizione)».

## Genealogia episcopale e successione apostolica
La genealogia episcopale è:
- Cardinale Scipione Rebiba
- Cardinale Giulio Antonio Santori
- Cardinale Girolamo Bernerio, O.P.
- Arcivescovo Galeazzo Sanvitale
- Cardinale Ludovico Ludovisi
- Cardinale Luigi Caetani
- Cardinale Ulderico Carpegna
- Cardinale Paluzzo Paluzzi Altieri degli Albertoni
- Papa Benedetto XIII
- Papa Benedetto XIV
- Papa Clemente XIII
- Cardinale Bernardino Giraud
- Cardinale Alessandro Mattei
- Cardinale Pietro Francesco Galleffi
- Cardinale Giacomo Filippo Fransoni
- Cardinale Carlo Sacconi
- Cardinale Edward Henry Howard
- Cardinale Mariano Rampolla del Tindaro
- Cardinale Antonio Vico
- Arcivescovo Filippo Cortesi
- Arcivescovo Zenobio Lorenzo Guilland
- Vescovo Anunciado Serafini
- Cardinale Antonio Quarracino
- Arcivescovo Héctor Rubén Aguer

La successione apostolica è:
- Vescovo Antonio Marino (2003)
- Vescovo Pedro Daniel Martínez Perea (2010)
- Vescovo Nicolás Baisi (2010)
- Vescovo Alberto Germán Bochatey Chaneton, O.S.A. (2013)

## Pubblicazioni
- Sobre la educación católica en el momento actual. Buenos Aires, Ed. Serviam, 1998, 40 pág.
- Textos y contextos. Buenos Aires, Ed. Corcel, 1999, 256 pág.
- Espíritu y fuego. Lima, Vida y Espiritualidad, 2001, 253 pág.
- "Infirmitas Christi". La debolezza di Cristo nel commento Salmi agostiniano. Teología XV (1978), 101-146.
- La interpretación agustiniana del Salterio. Estudios Teológicos y Filosóficos X (1979), 175-194.
- Del amor y la amistad. Teología XVII (1980), 28-42.
- La conservación de la fe: ortodoxia y martirio. Nel volume collettivo "La conservación del patrimonio material y espiritual de la Nación". Buenos Aires, OIKOS, 1982, pág. 279-292.
- Fundamentos sapienciales de la ecología. Sapientia XXXVIII (1983), 139-146.
- Oikos y téjne en la perspectiva clásica y cristiana. En "Tecnología alternativa y medio ambiente". Buenos Aires, OIKOS, 1983, pág. 137-148.
- La verdad del alma. Una lectura de la cuestión 10 "De Veritate". Teología XXI (1984), 101-115.
- Razón y pecado. Tres cuestiones sobre el conocimiento moral. Teología XXIII (1986), 37-54.
- "Sólo Dios se entraña en el espíritu". Uso tomista de un teologúmeno. Teología XXVII (1990), 19-31.
- La risposta del uomo di oggi al problema del dolore. En el volumen colectivo "Croce e nuova evangelizzazione". Roma, Edizioni CVS, 1994, pág. 41-52.
- Parresía de la fe, audacia de la razón. Revista Eclesiástica Platense CII (1999), 305-316.
- Los documentos del Concilio Plenario de América Latina. Análisis teológico, jurídico y pastoral. En "Los últimos cien años de la evangelización en América Latina". Ciudad del Vaticano, Libreria Editrice Vaticana, 2000, pág. 235-254.
- El fenómeno de la globalización. Orientaciones para un discernimiento pastoral. Revista Eclesiástica Platense CIV (2001), 331-336.
- El Santo Sacrificio de la Misa. Revista Eclesiástica Platense CIV (2001), 729-736.
- Lo sagrado y su ámbito. Revista Eclesiástica Platense CV (2002), 61-69.
- Cornelio Fabro: Corso di Metafisica. Buenos Aires, Ed. Fac. de Teología de la UCA y Librería del I.C.R.S., 1968
- Articoli pubblicati nella rivista Criterio, "Gladius", "La Prensa", "La Nación" e altre riviste e giornali.
- Collabora regolarmente con il giornale “El Dia” di La Plata